# Teracotona euprepioides
Teracotona euprepioides är en fjärilsart som beskrevs av Wichgraf 1921. Teracotona euprepioides ingår i släktet Teracotona och familjen björnspinnare. Inga underarter finns listade i Catalogue of Life.